# Novonigidius fujiokai
Novonigidius fujiokai es una especie de coleóptero de la familia Lucanidae.

## Distribución geográfica
Habita en Negros (Filipinas).